# 中国青年共产党
中国青年共产党，又称YC团，是中国历史上的一个共产主义政党。

## 歷史

### 成立
1924年1月12日，吴玉章、杨闇公等二十余人于成都杨闇公住处秘密成立了中国青年共产党，又称YC团（“YC”为“青年共产党”的英文缩写）。

### 解散
1925年，吴玉章、杨闇公先后加入中国共产党。鉴于YC团已无必要继续存在，吴玉章决定将其解散，并按照中共章程要求，个别争取其成员加入中共。随后，在吴玉章劝导下，北京YC团成员先后加入中国共产党，北京YC团自行解体。而成都YC团负责人傅双无坚持解散成都YC团的条件是集体转入中共，并接办成都党务，被中共中央拒绝。后来，傅双无转而投靠蒋介石。最后，成都YC团成员郭祖劼、吕寒潭出面起草宣言，解散了成都YC团。